# هانس جي نوتزينجر
هانس جي نوتزينجر (بالإنجليزية: Hans G. Nutzinger)‏ هو اقتصادي ألماني ومحاضر جامعي ولد في 25 مايو 1945م في هاوينغن.

## حياته المهنية
درس هانس الاقتصاد والرياضيات والتاريخ الاقتصادي في جامعة هايدلبرغ منذ عام 1964م. هناك حصل على درجة دبلوم اقتصاد في ربيع عام 1968، وحصل على الدكتوراه في العام 1973م في العلوم الاقتصادية والاجتماعية (علوم الدولة) وأكمل تأهيله ما بعد الدكتوراه في الاقتصاد عام 1976م. من عام 1968م إلى عام 1973م عمل كمساعد باحث في معهد ألفريد ويبر في هايدلبرغ، ومن عام 1973 إلى عام 1974 في كلية الاقتصاد والعلوم الاجتماعية بجامعة دورتموند. من عام 1974م إلى 1976م كان زميلًا في مؤسسة الأبحاث الألمانية.
بعد مزاولة وظيفة الأستاذية بالإنابة في مدينتَي بيليفيلد وهايدلبرغ تم تعيينه في خريف عام 1978م أستاذًا لنظرية الشركات العامة والخاصة في جامعة كاسل (جامعة كاسل الشاملة سابقاً). كان أستاذًا زائرًا في جامعتي فيينا وهامبورغ وزميلًا في كلية العلوم في برلين في 1992/93م وفي كلية ماكس ويبر بجامعة إرفورت من 2000م إلى 2003م من 1993م إلى 1995م كان رئيسًا للجنة «الاقتصاد والسلوك الإنساني»  التابعة لاتحاد السياسة الاجتماعية، ومن 1999م إلى 2001م رئيسًا للجنة «النظم الاقتصادية والاقتصاد المؤسسي».
منذ عام 1979م (حتى عام 2007م ومرة أخرى منذ عام 2016م) كان عضوًا مناظرًا في مركز أبحاث رابطة الدراسات الإنجيلية في هايدلبيرغ، ومن 2007م إلى 2016م كان عضوًا في مجلس أمناء. في عام 2006م حصل هو وأنيا ستوبنر على الجائزة الأولى من معهد أبحاث الفلسفة في هانوفر على مقالهما المشترك حول السؤال «هل تعليم القيَم يحتاج إلى دين؟». من عام 1983م إلى عام 2009م، عمل أيضًا مستقلاً في الأكاديمية الإنجيلية في هوف غايسمر في مجالات الاقتصاد والسلوك الإنساني. هو محرر مشارك في إصدار ألفريد ويبر الكامل (AWG) ذو العشرة مجلدات، والذي تم نشره بين عامي 1997م و 2003م، وكذلك محرر أو محرر مشارك لمجموعة لوجو برينتانو المكونة من أربعة مجلدات المنشورة في الفترة من 2003 إلى 2008. جنبا إلى جنب مع مايكل إس أسلاندر وديتر بيرنباتشر، قام بتحرير طبعة من خمسة مجلدات من كتابات جون ستيوارت ميل الاقتصادية باللغة الألمانية، والتي ظهرت في 2014-2016. تقاعد في 30 سبتمبر 2010.
له من زوجته كريستل المولودة باسم بريتزر طفلان ويعيش حاليا بالقرب من هايدلبرغ. هو ابن القس هاوينغر والكاتب المحلي ريتشارد نوتزينغر، الذي ألف «أغنية (بالإلمانية: Hauger)» وقام هانز جي نوتزينجر بتأليف اللحن لها.
مجالات البحث الرئيسية لـ نوتزينجر تتمثل في الاقتصاد والسلوك، والاقتصاد البيئي، علاقات العمل/ المشاركة، المسائل الأساسية للسياسة الاقتصادية وتاريخ الفكر الاقتصادي. نشر العديد من الكتب والمجموعات المختارة والمقالات في هذه المجالات. نوتزينغر هو محرر مشارك وأيضا عضو استشاري في العديد من الكتب السنوية في العلوم الاقتصادية والاجتماعية.

## روابط إنترنت
- نصوص عن هانس جي نوتزينجر في فهرس مكتبة ألمانيا الوطنية
- Internetseite der Universität Kassel